# Wehrmachts tjänsteutmärkelse

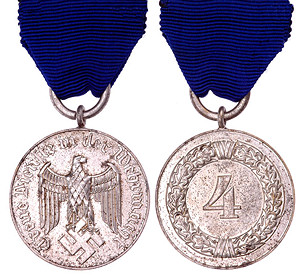
Wehrmachts tjänsteutmärkelse för 4 års tjänstgöring.

Wehrmachts tjänsteutmärkelse var en tjänsteutmärkelse för personal inom Wehrmachts tre grenar: Heer, Luftwaffe och Kriegsmarine. Utmärkelsen instiftades av Adolf Hitler den 16 mars 1936.

## Klasser
- Specialklass: 40 års tjänstgöring
- Första klassen: 25 års tjänstgöring
- Andra klassen: 18 års tjänstgöring
- Tredje klassen: 12 års tjänstgöring
- Fjärde klassen: 4 års tjänstgöring